# Elliptio fraterna
Elliptio fraterna är en musselart som först beskrevs av I. Lea 1852.  Elliptio fraterna ingår i släktet Elliptio och familjen målarmusslor. IUCN kategoriserar arten globalt som otillräckligt studerad. Inga underarter finns listade i Catalogue of Life.